# Ҭ
Ҭ (minuskule ҭ) je písmeno cyrilice. Jedná se o variantu písmena Т. Vyskytuje se pouze v abcházštině.